# Lego (Somalie)
Pour les articles homonymes, voir Lego (homonymie).
Lego ou Leggo est une ville située dans la région de Bay au sud de la Somalie.